# Marie-Thérèse Lefebvre
Pour les articles homonymes, voir Lefebvre.
Marie-Thérèse Lefebvre (née à Montréal le 16 mai 1942) est une musicologue et professeure québécoise.

## Biographie
Elle a un doctorat en musicologie de l'Université de Montréal.
Depuis septembre 2010, elle est professeure émérite et associée à la Faculté de musique de l'Université de Montréal. Elle s'intéresse plus particulièrement à l'histoire musicale du Canada et du Québec et à l'apport des femmes en musique.

## Œuvres
- Serge Garant et la révolution musicale au Québec, 1986
- La modernité musicale au Québec, 1986
- La création musicale des femmes au Québec, 1991
- The role of the Church in the History of Musical Life in Quebec, 1993
- Existe-t-il une musique féministe?, 1993
- The emergence of a new reality for Quebec Women Composers, 1995
- Jean Vallerand et la vie musicale du Québec, 1996
- Musicologie et Histoire de la musique du Québec, 1999
- Rodolphe Mathieu, choix de textes inédits, 2000
- La Création musicale à l'Université de Montréal, 2000
- Histoire de l'art musical dans la société québécoise : bilan des recherches, 2002
- Anthologie d'œuvres musicales de Rodolphe Mathieu (en collaboration avec Réjean Coallier), 2002

## Honneurs
- 1997 - Prix Opus du Conseil québécois de la musique pour le livre de l’année
- 2005 - Prix Opus du Conseil québécois de la musique pour le livre de l’année
- 2006 - Prix d’excellence en enseignement de l’Université de Montréal[2]
- 2009 - Prix Opus du Conseil québécois de la musique pour l'article de l’année
- 2009 - Prix Helmut-Kallmann[3]
- 2010 - Prix Opus du Conseil québécois de la musique pour le livre de l’année[4]
- 2011 - Prix Opus du Conseil québécois de la musique pour le livre de l’année
- 2011 - Professeure émérite de l’Université de Montréal[2]
- 2015 - Prix d’excellence de la Fondation SOCAN/MusCAN pour l’avancement de la recherche en musique canadienne[5]

## Affiliations scientifiques
- Membre émérite de la Société des Dix depuis 2002[6],[2]
- Membre régulière du Centre de recherche interuniversitaire en littérature et culture québécoises[7] (CRILCQ)
- Membre associée à l’Observatoire interdisciplinaire de création et de recherche en musique[8] (OICRM)